# Leptotes cassius
Leptotes cassius is een vlinder uit de familie van de Lycaenidae (kleine pages, vuurvlinders en blauwtjes). De wetenschappelijke naam van de soort werd in 1775 als Papilio cassius gepubliceerd door de Nederlandse vlinderkenner Pieter Cramer.
De bovenzijde van de vleugels is bleek blauw, de vrouwtjes hebben witte vlekken. De onderzijde vertoont een patroon van witte en bruine strepen. De bruine strepen aan de onderzijde van de voorvleugel zijn niet aaneengesloten maar in de lengterichting hier en daar onderbroken, anders dan bij de sterk gelijkende Leptotes marina, waarbij de strepen niet onderbroken zijn. Op de onderzijde van de achtervleugel zitten aan de vleugelrand twee oogvlekken. De achtervleugels hebben geen staartjes, anders dan bij diverse andere soorten uit het geslacht.
De soort gebruikt diverse planten uit de vlinderbloemenfamilie als waardplanten. Hij is te vinden van Zuid-Amerika tot het zuiden van de Verenigde Staten.